# Sac de Baltimore
Le sac de Baltimore est l’attaque, le 20 juin 1631, du village irlandais de Baltimore, par des corsaires de la Régence d'Alger dans le cadre d'un conflit contre les Britanniques. Mourad Raïs le Jeune réussit l'entreprise faisant un butin important de marchandises et de prisonniers.

## Synoptique
Cette attaque, la plus importante que les pirates barbaresques aient jamais commise dans les îles britanniques, a été orchestré par le capitaine renégat néerlandais Jan Janszoon, appelé après sa conversion à l'islam Mourad Raïs le Jeune, qui se fit conduire au village par le capitaine d’un bateau de pêche capturé au cours de l’expédition, un catholique du nom de Hackett, en échange de sa liberté. Interrogé pour obtenir des informations sur des cibles potentiellement fructueuses, Hackett aurait désigné le village de Baltimore comme une proie de choix, en raison des griefs nourris par les catholiques irlandais contre les habitants protestants de ce village. Hackett, qui sera, par la suite, arrêté et pendu du haut de la falaise hors du village, est considéré comme un patriote par l’Histoire irlandaise, tandis que l’Histoire anglaise fait de lui un traitre. En 1627, Jan Janszoon avait déjà effectué un raid particulièrement audacieux sur Reykjavik:123, cette expédition lui permettant de ramener des peaux, du poisson fumé, mais surtout, 400 Islandais, ce qui témoigne de l’emprise des corsaires de Salé sur l’Atlantique. D’autres sources mentionnent également, au cours de cette même expédition, le sac de Grindavík et d’autres lieux tels que les îles Vestmann.

## Déroulement

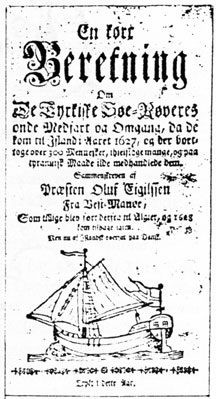
Couverture du livre d’Oluf Eigilsson, Islandais enlevé par Mourad Raïs en 1627. De retour en Islande après sa libération, il écrivit un livre sur sa captivité chez les corsaires.

Le 20 juin 1631, Mourad Raïs, à la tête de corsaires algérois, salétins, hollandais et turcs, effectue un coup de main contre  le village reculé de Baltimore, qu’il met à sac en enlevant 108 personnes selon certains, mais 237, selon le Père Dan, libérant les Irlandais pour ne conserver que les colons anglais, qui travaillaient dans l’industrie sardinière du village, et qu’il revendra comme esclaves sur les marchés d’Afrique du Nord, et certaines personnalités irlandaises locales.
L’attaque s’est concentrée sur la zone du village connue jusqu’à aujourd’hui sous le nom de Cove. Les soldats Anglais furent mis aux fers et emmenés en esclavage en Afrique du Nord. Certains prisonniers finirent leurs jours comme galériens, tandis que d’autres allaient passer de longues années dans la solitude du harem du sultan ou dans les murs de son palais comme ouvriers. Ils furent trois au plus à revoir l’Irlande. L’un fut racheté presque aussitôt et deux autres en 1646. On sait que plusieurs autres étaient encore en vie en 1646, mais on ignore pourquoi ils n’ont pas été rachetés:39.
Le fait que les autorités disposaient d’information concernant des plans de raid sur la côte de Cork a donné lieu à des théories du complot. On a suggéré que Sir Walter Coppinger, éminent avocat catholique membre de la principale famille de Cork, qui était devenue la puissance dominante de la région après la mort de Sir Thomas Crooke, 1er Baronnet, fondateur de la colonie anglaise, avait instrumenté l’attaque pour prendre le contrôle du village au chef gaélique local, Fineen O’Driscoll, qui avait autorisé les colons anglais à exploiter l’industrie lucrative de la sardine à Baltimore. Les soupçons se portèrent également sur les parents exilés de O’Driscoll qui, ayant fui en Espagne après la bataille de Kinsale, qui avait permis la conquête anglaise de l’Irlande gaélique, n’avaient aucun espoir d’hériter légalement de Baltimore.
En réalité, Murad Saïd, acteur majeur de la traite des esclaves de Barbarie déjà responsable des terribles enlèvements turcs en Islande, quatre ans plus tôt, était tout à fait capable de planifier ce raid sans aucune aide extérieure. Par ailleurs, l’absence de mesures de précaution des autorités s’explique par le fait que la ville de Kinsale était censée représenter une cible plus envisageable que Baltimore pour les esclavagistes.

## Conséquences
Au lendemain du raid, les colons restants furent transférés à Skibbereen et Baltimore fut pratiquement désertée pendant des générations:41. 

## Réception littéraire
L'attaque de Baltimore a profondément marqué l’imaginaire irlandais. Elle a inspiré à Thomas Davis son célèbre poème, The Sack of Baltimore écrit vers 1840, dont il est évident qu’il croyait que les esclaves étaient des O’Driscolls plutôt que les planteurs qui les avaient supplantés. Le texte dramatise l'assaut nocturne des corsaires venus d’Alger et exprime l'effroi ressenti par les habitants. L'un des vers les plus marquants évoque l'instant de terreur :

The yell of “Allah” breaks above the prayer, and shriek, and roar—

Oh, blessed God! the Algerine is lord of Baltimore!

Traduction :
Le cri de « Allah ! » éclate, couvrant prières, hurlements et fracas —
 Ô Dieu béni ! L’Algérien est maître de Baltimore !
Ce passage illustre la brutalité de l'attaque et le contraste saisissant entre la tranquillité initiale du village et la violence de l'assaut.
L’ouvrage The stolen village : Baltimore and the Barbary pirates de Des Ekin offre un compte rendu détaillé du sac de Baltimore. 
En 1999, le scénariste irlandais Sean Boyle a dépeint le raid sur Baltimore dans un scénario intitulé Roaring Water, The Sack of Baltimore.